# Conus sennottorum
El Conus sennottorum es una especie de caracol de mar, un molusco gasterópodo marino en la familia Conidae, los caracoles cono y sus aliados.
Al igual que todas las especies dentro del género Conus, estos caracoles son depredadores y venenosos. Son capaces de "picar" a los seres humanos y seres vivos, por lo que debe ser manipulado con cuidado o no hacerlo en absoluto.

## Descripción
La longitud máxima registrada de la concha es de 46 mm.

## Hábitat
La profundidad mínima registrada es de 26 m y la máxima es de 61 m.